# Perdiguera
Perdiguera est une commune d’Espagne, dans la province de Saragosse, communauté autonome d'Aragon, de la comarque des Monegros.

## Personnalités liées à la commune
- Georgette Kokoczynski (1907-1936), actrice, chanteuse et infirmière française morte sur le Front d'Aragon en 1936 , durant la guerre d'Espagne, à Perdiguera[1].